# Thalheim (Bitterfeld-Wolfen)
Thalheim is een plaats in de Duitse deelstaat Saksen-Anhalt, en maakt deel uit van de Landkreis Anhalt-Bitterfeld. Sinds 1 juli 2007 maakt Thalheim deel uit van  de gemeente Bitterfeld-Wolfen.
Aantal inwoners, peildatum 31 december 2024, ontleend aan de gemeentelijke website: 1.557. Tweede-woningbezitters zijn niet meegeteld.
Het dorp ligt in het westen van de gemeente. De Autobahn A 9 van München via Leipzig naar Berlijn loopt direct westelijk langs het dorp. Afrit 12 (Bitterfeld-Wolfen) van deze autosnelweg sluit op 3 km ten zuidwesten van Thalheim aan op de Bundesstraße 183.
Rondom het dorp ligt een industrieterrein, bedoeld voor bedrijven die zonnepanelen en soortgelijke producten maken. In de jaren vanaf 2012 gingen hier, door uiteenlopende oorzaken, veel bedrijven na een kort bestaan failliet.  Bij het dorp staat verder een grote glasfabriek. Deze is van Guardian, een concern uit de Verenigde Staten.

## Geschiedenis
Thalheim ontstond in of vóór de 14e eeuw. Tijdens de Dertigjarige Oorlog (1618-1648) had het dorp zeer veel ellende te verduren. In 1929 werd het dorp door brand gedeeltelijk verwoest.

Vanaf het begin van de 19e eeuw werd ten oosten van het dorp bruinkool gedolven. Op het hoogtepunt van de mijnbouw- en industriële activiteit, toen het dorp in de DDR lag, had Thalheim meer inwoners dan tegenwoordig. De mijnbouw en chemische industrie ten oosten van het dorp brachten veel milieuvervuiling met zich mee. Na de Duitse hereniging van 1990 vond een sanering van de industrie en een beëindiging van de bruinkoolwinning plaats. Hierdoor nam de belasting van het milieu af, maar ook de werkgelegenheid; vrij veel mensen uit deze regio trokken weg naar economisch meer veelbelovende gebieden in het voormalige West-Duitsland. 

## Afbeeldingen

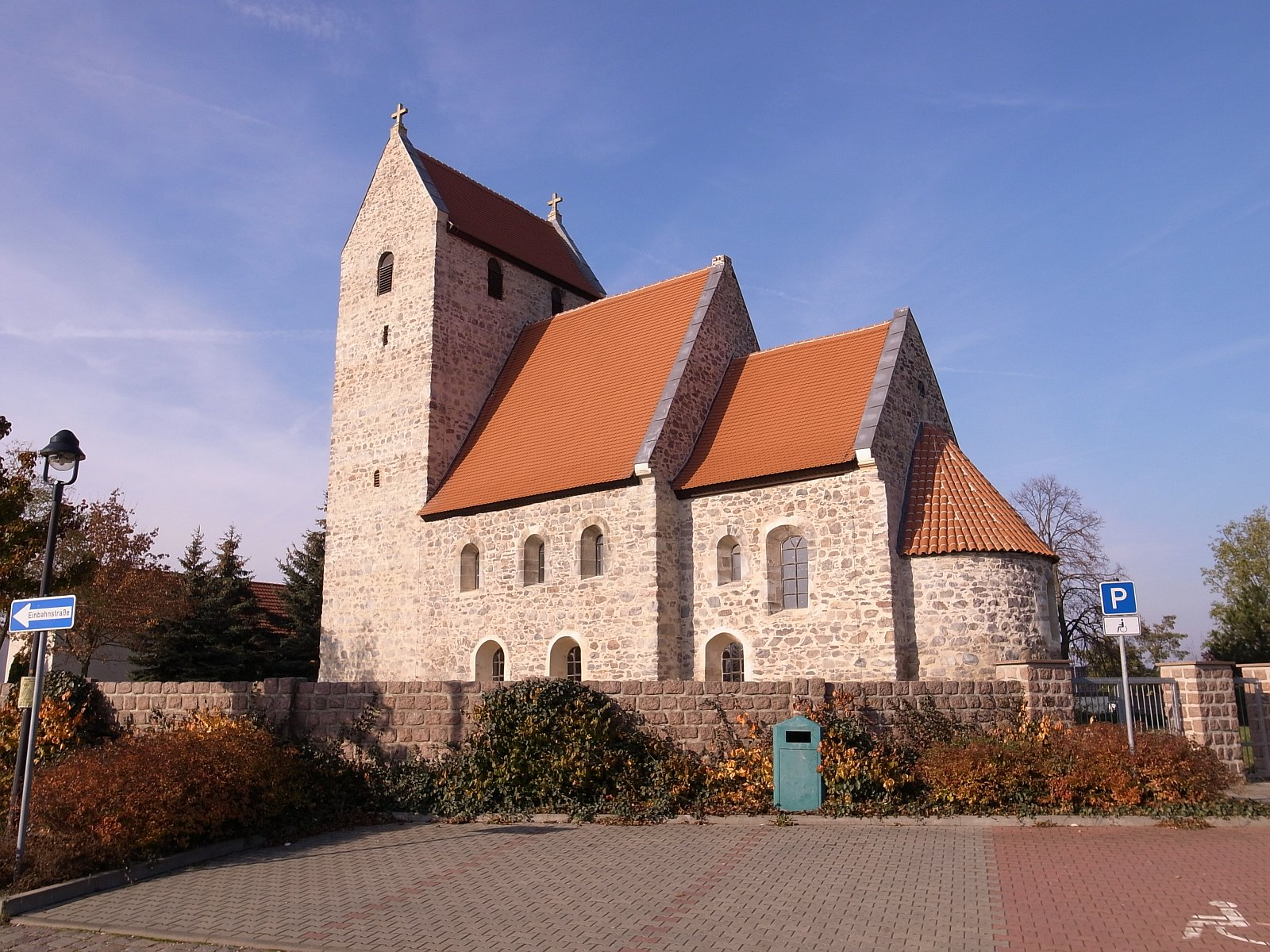
Romaanse, evang.-lutherse, dorpskerk van Thalheim[3] (2e helft 12e eeuw)
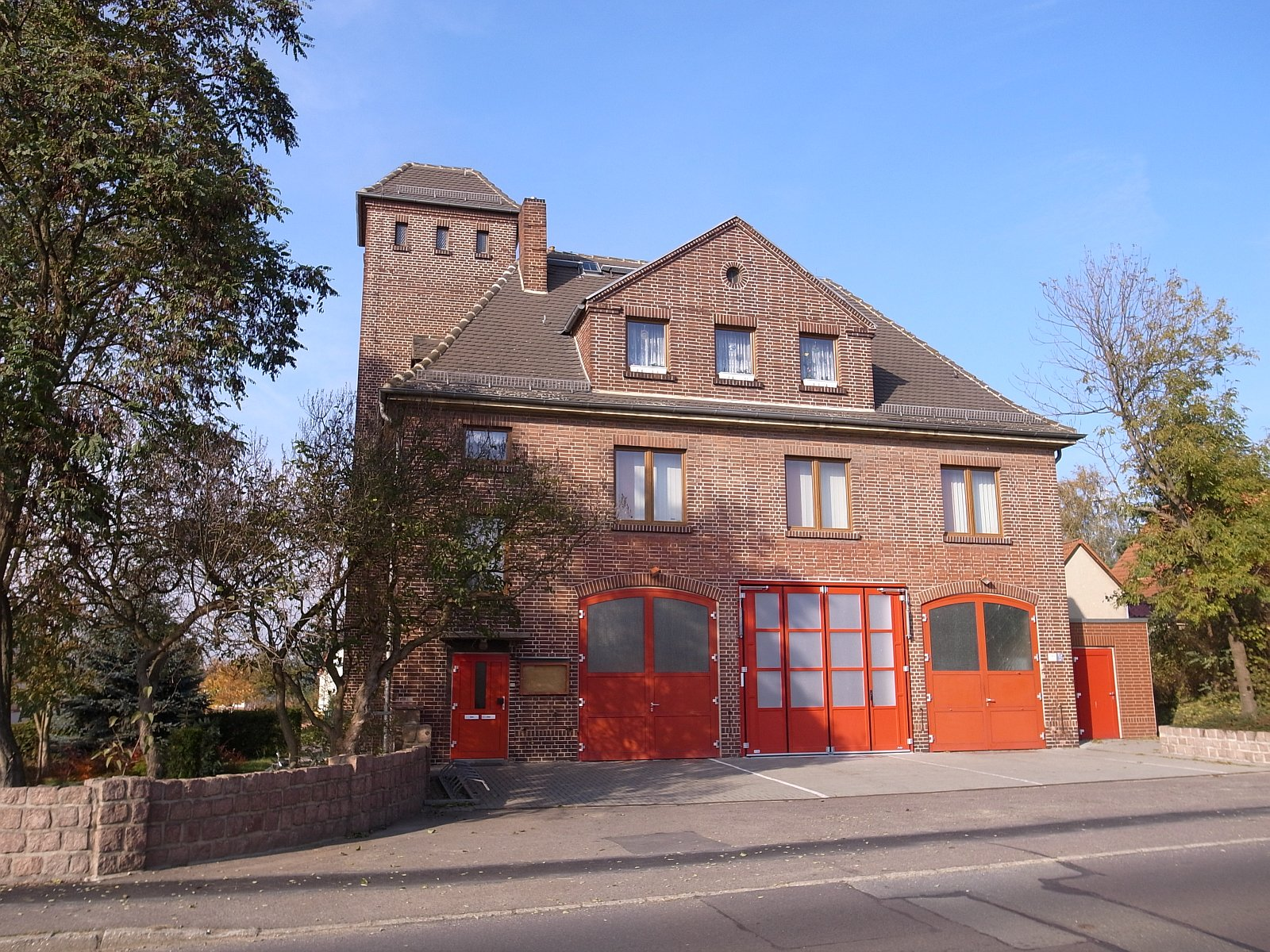
Brandweerkazerne (1935)

## Overige informatie
Zie voor meer informatie onder: Bitterfeld-Wolfen.